# أونبيونيوم
الأونبيونيوم، والمعروف أيضًا باسم إيكا-أكتينيوم أو العنصر 121، هو عنصر كيميائي افتراضي يُرمز له بالرمز Ubu وعدده الذري 121. يُرمز لهذا العنصر بهذا الاسم كاسم مؤقت حتى يتم تحديد اسم دائم له. من المتوقع أن يكون الأونبيونيوم على رأس قائمة العناصر المُمتدة في الجدول الدوري، والعنصر الثالث في الدورة الثامنة للجدول الدوري مماثلًا للانثانوم والأكتينيوم، كما يمكن اعتباره العضو الخامس في المجموعة الثالثة وأول عضو في الصف الخامس من الفلزات الإنتقالية. لفت الأونبيونيوم الانتباه بسبب بعض التنبؤات التي تمنت بامكانية وجوده جزيرة الثبات، على الرغم من مجيء بعض الحسابات الجديدة التي تتوقع أن تحدث الجزيرة فعليًا عند عدد ذري أقل بقليل، أقرب إلى الكوبرنيسيوم والفليروفيوم.
لم يتم توليف الأونبيونيوم بعد. ومع ذلك، قد تأتي تركيبته في المستقبل القريب لأنه لا يوجد سوى ثلاثة عناصر بعيدًا عن أثقل عنصر معروف، وهو الأوغانيسون (العنصر 118)، من المتوقع أن يكون أحد العناصر القليلة التي يمكن الوصول إليها باستخدام التكنولوجيا الحالية، وقد يكون الحد الأقصى بين العنصر 120 (الأنبنيليوم) والعنصر 124. ومن المحتمل أيضًا أن يكون التركيب أصعب بكثير من العناصر المعروفة حتى الآن والتي تصل إلى 118 ولا يزال أكثر صعوبة من العنصر 119 (الأنونينيوم) و 120. ويخطط الفريق في مؤسسة ريكن في اليابان لمحاولة تجميع العنصر 121 في المستقبل بعد محاولاته على العنصرين 119 و 120.
يقترح موقع أنونينيوم uniunium أن الأونبيونيوم في الجدول الدوري سيكون له خصائص مشابهة لمجانساته الأخف من حيث العدد الذري والكتلة، السكانديوم، والإتريوم، والانثانوم، والأكتينيوم؛ ومع ذلك، فإن التأثيرات النسبية قد تتسبب في اختلاف بعض خصائصه عن تلك المتوقعة من التطبيق المباشر للاتجاهات الدورية. فعلى سبيل المثال، من المُتوقع أن يكون لدى الأنونينيوم uniunium توزيع إلكتروني تكافئي s2p بدلاً من s2d الموجودة في متجانساته الأخف في المجموعة الثالثة للعناصر، ولكن لا يُتوقع أن يؤثر هذا بشكل كبير على كيمياءه، والتي من المتوقع أن تكون متوافقة مع المجموعة الثالثة للعناصر، ولكن من ناحية أخرى من شأنه أن يقلل بشكل كبير من طاقة التأين الأولى بما يتجاوز التوقعات من الاتجاهات الدورية.

## التاريخ
يتم إنتاج عناصر ما بعد الأكتينيدات، مثل الأونبيونيوم، بواسطة الاندماج النووي. يمكن تقسيم تفاعلات الاندماج هذه إلى اندماج «ساخن» و «بارد»، اعتمادًا على طاقة الإثارة الخاصة بنواة المركب المنتجة. في تفاعلات الاندماج الساخنة، يتم تسريع المقذوفات الخفيفة للغاية وذات الطاقة العالية نحو أهداف ثقيلة للغاية كالأكتينيدات، مما يؤدي إلى نشوء نواة مركَّبة في طاقات عالية الإثارة ~ 40–50 إلكترون فولت والتي قد تنشطر أو تتبخر إلى عدة (من 3 إلى 5) نيوترونات. في تفاعلات الاندماج البارد (التي تستخدم مقذوفات أثقل مثل عناصر الدورة الرابعة، وأهدافًا أخف، مثل الرصاص والبزموث) تكون الأنوية المُصنَّعة لديها طاقة استثارة منخفضة نسبيًا ~ 10 -20 إلكترون فولت، مما يقلل من احتمالية خضوع هذه المنتجات لتفاعلات الانشطار. وعندما تبرد النوى المصهورة إلى الحالة القاعية، فإنها تتطلب انبعاث واحد أو اثنين من النيوترونات فقط. ومع ذلك، تميل تفاعلات الاندماج الساخنة إلى إنتاج المزيد من المنتجات الغنية بالنيوترونات لأن الأكتينيدات لديها أعلى نسب من النيوترون إلى البروتون لأي عنصر يمكن تصنيعه حاليًا بكميات كبيرة. وهي حاليا الطريقة الوحيدة لإنتاج العناصر الفائقة الثقل من الفليروفيوم (العنصر 114) فصاعدًا.
يتناقص استقرار النواة بشكل كبير مع الزيادة في العدد الذري بعد الكوريوم (العنصر 96)، والذي يبلغ نصف عمره أربع مرات من الطول أطول من أي عنصر معروف ذي أرقام أعلى. تخضع جميع النظائر التي تحتوي على رقم ذري يزيد عن 101 (عمصر المندليفيوم) لاضمحلال إشعاعي مع فترات نصف عمر أقل من 30 ساعة. ولا توجد عناصر ذات أرقام ذرية أعلى من 82 (بعد الرصاص) لها نظائر ثابتة. ومع ذلك، ولأسباب غير مفهومة جيدًا، توجد زيادة طفيفة في الاستقرار النووي حول العدد الذري 110 (عنصر الدارمشتاتيوم) - للعنصر 114 (فليروفيوم)، مما يؤدي إلى ظهور ما هو معروف في الفيزياء النووية باسم «جزيرة الثبات». نشأ هذا المفهوم، الذي اقترحه الأستاذ غلين سيبورغ من جامعة كاليفورنيا (بركلي)، من استقرار نموذج الغلاف النووي حول العدد الذري = 114 (أو ربما 120، أو 122، أو 124، أو 126) وعدد النيوترونات = 184، والذي يشرح لماذا تستمر العناصر فائقة الثقل لفترة أطول من المتوقع.
يغير تشوه النوى في المنطقة فائقة الثقل الأرقام السحرية قليلاً، بحيث يمكن أن توجد عناصر في «بحر عدم الاستقرار» أيضًا، وإن كان ذلك لفترات زمنية أقصر. ومع ذلك، يجب أن تفقد القوة القوية في نهاية الأمر كفاحها ضد تنافر البرولون في كولومب: في حين قد تكون هناك جزيرة أخرى قصيرة من الاستقرار حول البروتونات المغلقة والنيترونية المقفلة عند عدد ذري = 164 وعدد نيوترونات = 318، فإن بعض أرقام البروتون التي تقطعت بها السبل بعيدًا جدًا قد لا تتطابق مع الأنوية المرتبطة بالجزر الأولى والثانية. وعلاوةً على ذلك، فمن المتوقع ألا يتم الوصول إلى أكبر استقرار إلا عندما يقترب المرء من قذيفة النيوترونات المغلقة عند عدد نيوترونات = 184؛ أكثر الأنوية المؤكدة الغنية بالنيوترونات، الليفرموريوم (294) والتينيسين (294) والتي تصل فقط إلى ععد نيوترونات = 177.